# Wageningen University & Research
Wageningen University & Research, zkratka WUR, je veřejná vysoká škola v nizozemském městě Wageningen. Od roku 2009 užívá jen názvu v angličtině, nikoli nizozemštině. Specializuje se na biologické vědy, zemědělství, technické a inženýrské obory. Skládá se z Wageningenské univerzity a bývalých zemědělských výzkumných ústavů nizozemského ministerstva zemědělství. K jejich sloučení došlo roku 1997, ale ústavy zůstávaly formálně samostatnými právními jednotkami; teprve roku 2016 došlo k plnému splynutí do jedné instituce. Od té doby škola také užívá současného názvu. Založena byla roku 1876 jako Národní zemědělská škola (Rijkslandbouwschool), status univerzity získala v roce 1918. Ke známým absolventům školy patří například surinamský prezident Ramsewak Šankar nebo nizozemský politik Jeroen Dijsselbloem. Podle žebříčku QS World University Rankings 2024 je 151. nejlepší univerzitou světa (64. v Evropě). V oblasti zemědělství a lesnictví byla hodnocena jako vůbec nejlepší vysoká škola na světě. K roku 2023 na ní studovalo přes 13 tisíc studentů.